# Pacific Standard Time

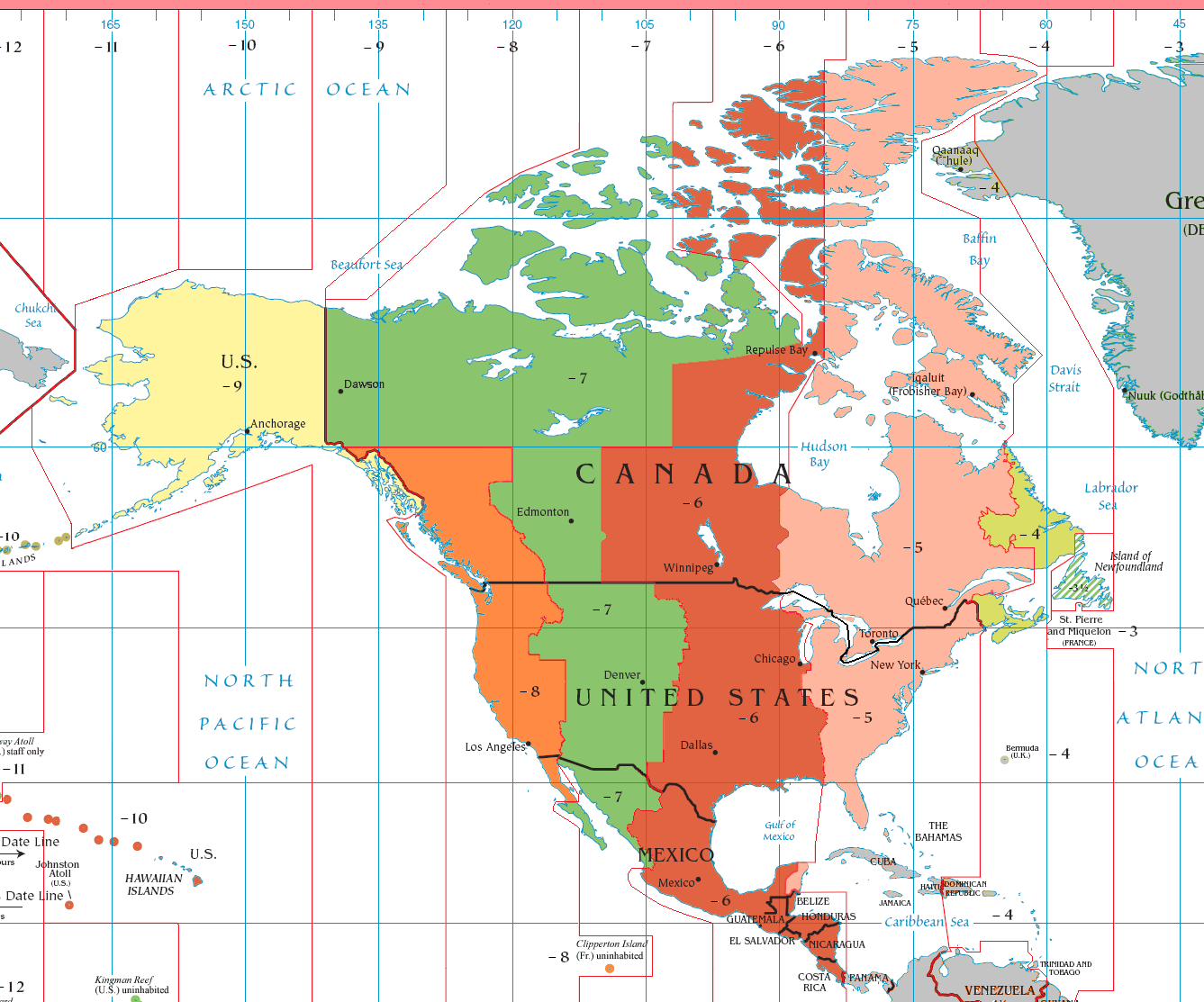
Pacific Time Zone, Zona Noroeste
UTC−8/-7

Pacific Standard Time (PST) är den tidszon som används på västkusten i USA och Kanada. Den definieras som UTC –8 som normaltid. På sommaren används sommartid i dessa länder (med små områden som undantag), vilket innebär UTC –7 på sommaren på västkusten. Sommartiden kallas PDT, Pacific Daylight Saving Time. Det är 9 timmars tidsskillnad mot Centraleuropeisk tid, som bland annat används i Sverige.
Delstater med denna tidszon är Kalifornien, Oregon, Washington, Nevada, del av Idaho, och i Kanada British Columbia och Yukon. Det finns små områden i delstaterna som avviker.
Även delstaten Baja California i nordvästra Mexiko har samma tid, under namnet Tiempo del Noroeste (Tiempo del Pacífico avser det som i USA är Mountain time).
Mexiko har liksom Europa avvikande datum för byte mellan sommartid och normaltid jämfört med USA. För Europa betyder det att tidsskillnaden till USA är en timme mindre någon vecka på vår och höst.